# 하카타 종합차량사업소
하카타종합차량사업소(일본어: 博多総合車両所 하카타소고샤료쇼[*])는 1974년 개업한 일본국유철도(현 JR)의 신칸센 차량 사업소이다. 하카타역의 남쪽 약 9km에 위치하고 있다. 일본 고속 철도 신칸센을 운행하는 신칸센 500계 전동차, 신칸센 N700계 전동차, 신칸센 N700S계 전동차의 관리 및 정비를 담당하므로, 주박 기지인 히로시마, 오카야마 지소가 따로 있다.

## 업무
- 신칸센 500계 전동차, 신칸센 700계 전동차, 신칸센 N700계 전동차 중정비 및 관리